# Spirituosen- und Likörfabrik Louis Hilke

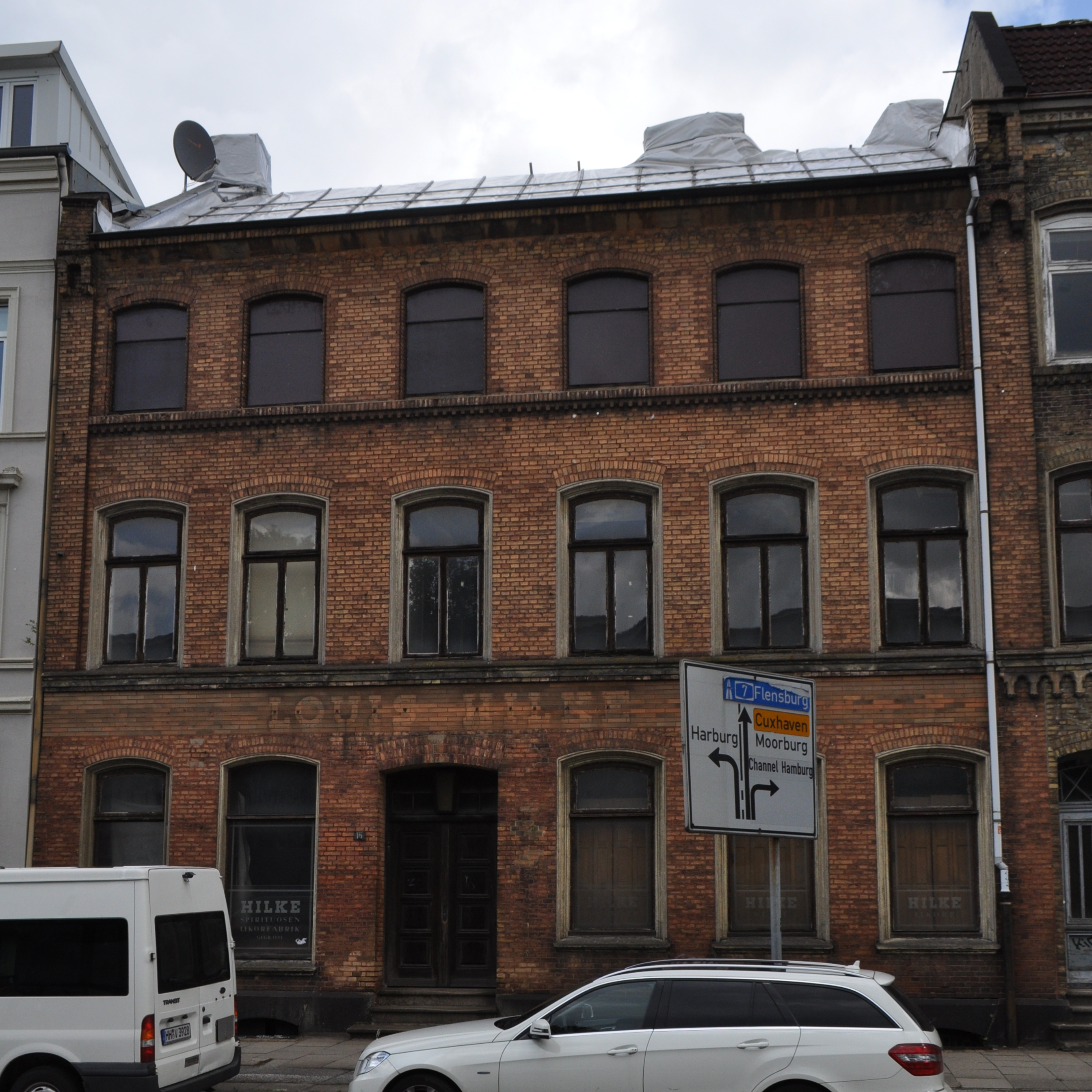
Gebäude Karnapp 15

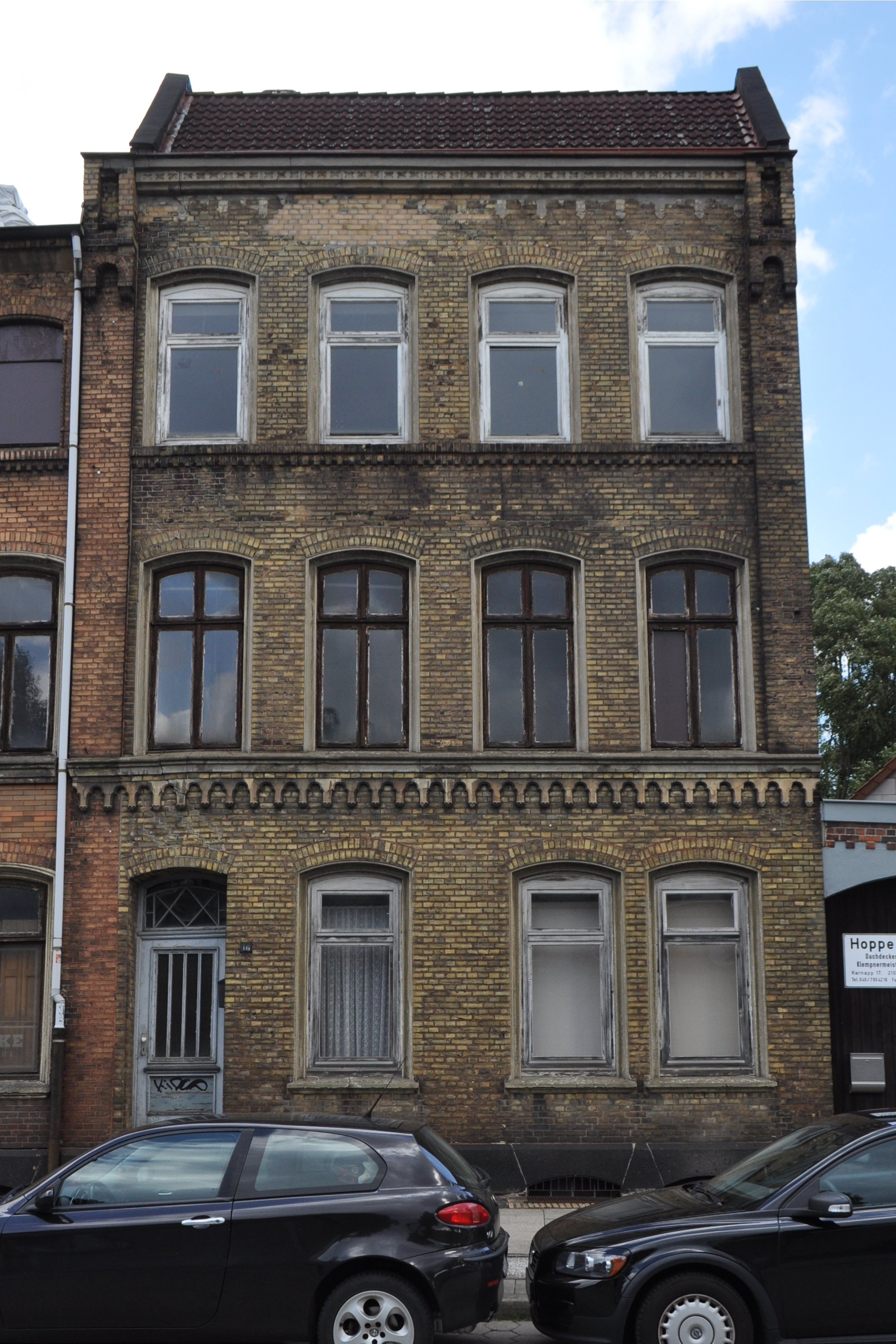
Gebäude Karnapp 16

Die Spirituosen- und Likörfabrik Louis Hilke war eines jener Unternehmen, mit denen die Industrialisierung der damals selbständigen Stadt Harburg (heute Stadtteil Hamburg-Harburg) begann. Vom Betrieb übrig geblieben sind heute die Gebäude Karnapp 15 und 16 einschließlich der Produktionsanlagen und des markanten Schornsteins im Hof. Die Gebäude wurden 2013 unter Denkmalschutz gestellt.

## Geschichte
Der Betrieb wurde 1833 von Heinrich Peter Nicolaus Osterhoff als Spirituosen- und Likörfabrik H. Osterhoff gegründet. 1859 wurde das Geschäfts- und Wohnhaus Karnapp 15 (Denkmal-Nr. 26953) erbaut. 1893 übernahm Louis Hilke den Betrieb. 1897 entstand das Kesselhaus. 1899 entstand das Gebäude Karnapp 16 (Denkmal-Nr. 26949) 1901 entstand der Schornstein. 1907 übernahm die Familie Berg den Betrieb. Produziert wurde bis 1980.

## Erzeugnisse
Ein frühes Erzeugnis war „Hilke’s Korn“. Nach der Erweiterung um die Jahrhundertwende wurde „Alter Harburger Doppelkümmel“ produziert. Weitere Produkte waren unter anderem „Hilke’s Pfeffermünz“, „Hilke’s Eier-Crême“ und „Hilke’s Ingber“.

## Heutiger Zustand
Die Gebäude wurden vom Bauunternehmer Arne Weber gekauft. Sie wurden in den letzten Jahren nicht instand gehalten und sind von Schwamm befallen. Der Eigentümer hat erneut im September 2019 einen Abbruchantrag gestellt, der aus Gründen des Denkmalschutzes abgelehnt wurde. Die Stadt Hamburg erwägt den Kauf zwecks Umnutzung.

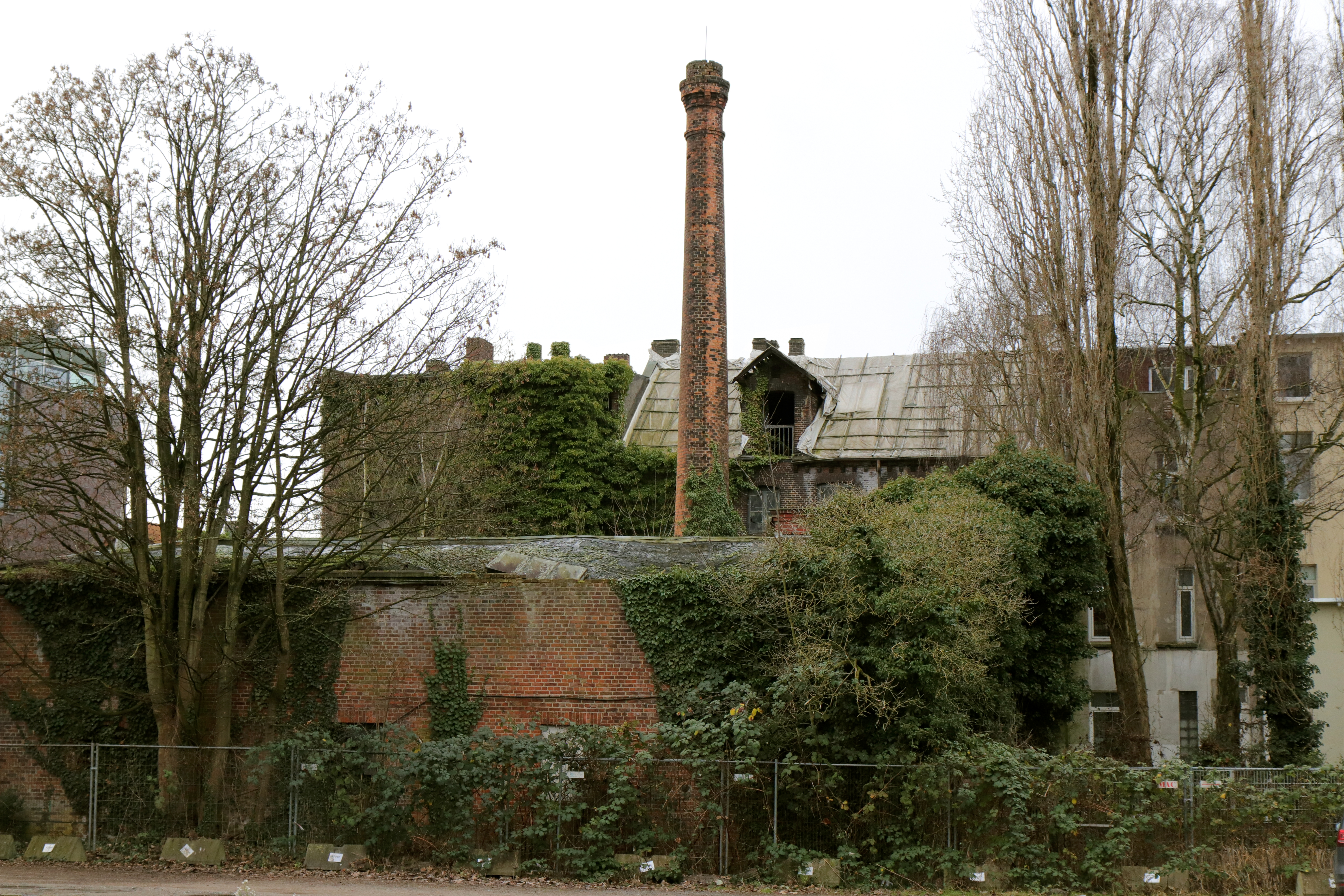
Fabrikgebäude von hinten